# De interés general. Un barrio por un parque.
De interés general. Un barrio por un parque es un documental español dirigido por Miguel Ángel Sánchez Sebastián, estrenado el 11 de septiembre de 2021. El proyecto se financió a través de una campaña de crowdfunding transversal.

## Argumento

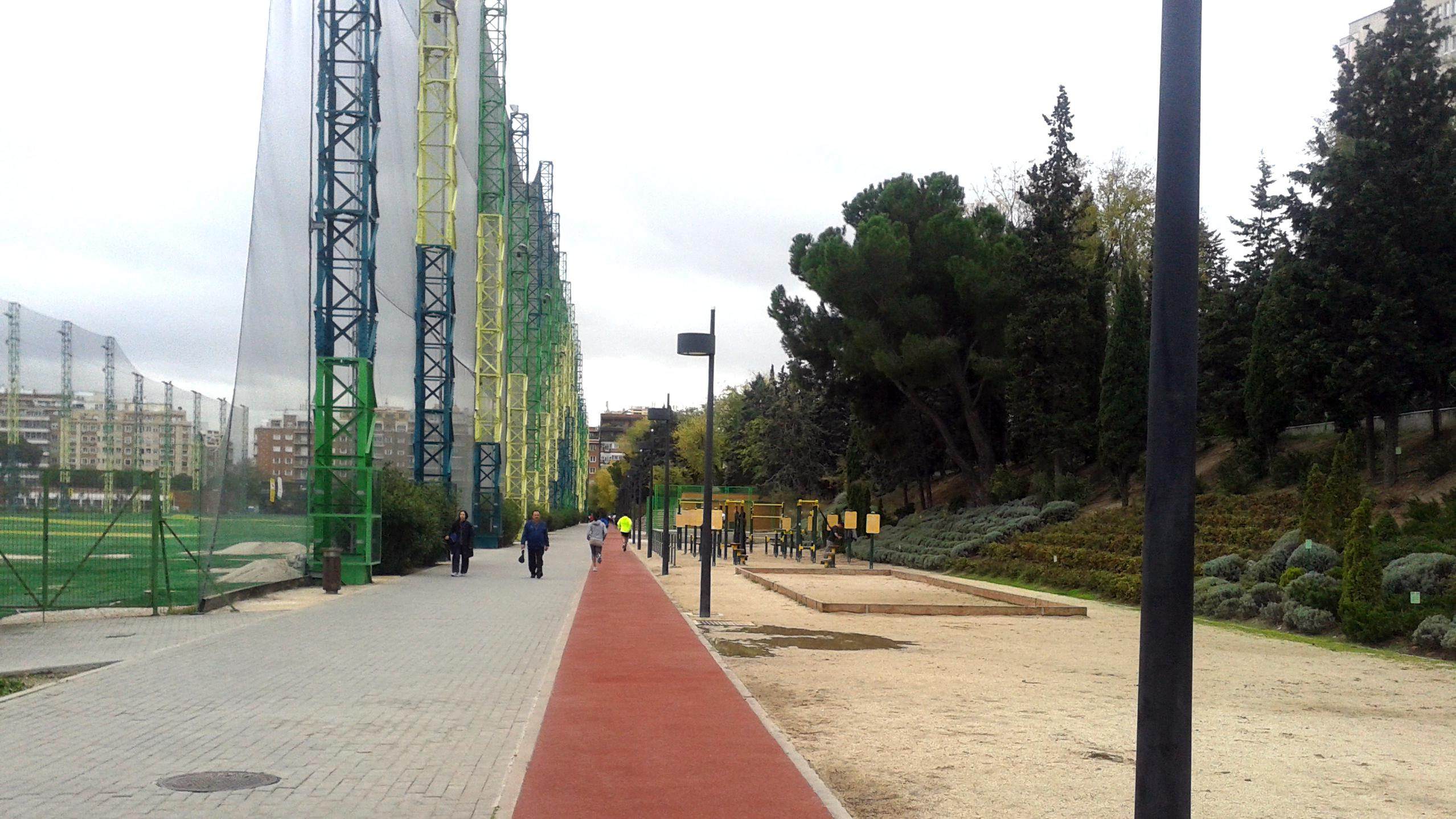
El campo de golf a la izquierda el año 2017. En 2017 se aprobó la orden para eliminarlo.

El documental recoge la historia de un grupo de vecinos y vecinas del madrileño barrio de Chamberí que se unieron para recuperar el parque que había sido aprobado durante el mandato de Alberto Ruiz Gallardón como presidente de la Comunidad Autónoma de Madrid.  El proyecto inicial suponía unos cien mil metros cuadrados de parque de uso público y gratuito en uno de los distritos con menos zonas verdes de la capital. Su sucesosora en el cargo Esperanza Aguirre decidió construir en lugar de este parque unas instalaciones para la iniciación y práctica del golf en pleno centro de la ciudad.

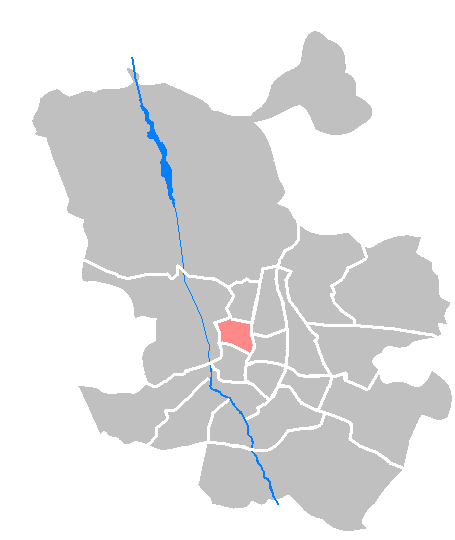
Barrio de Chamberí en Madrid.

Para saltarse la falta de las necesarias licencias de Urbanismo y los desfavorables informes de la Comisión para la Protección del Patrimonio histórico, artístico y natural, de la ETSAM y de otros organismos, Esperanza Aguirre decide declarar el campo de golf  "de interés general" y en marzo de 2007, el campo de golf se inaugura a pesar de las protestas de numerosos vecinos allí presentes.
Ante esto, en julio de 2007, la Asociación Vecinal de Chamberí: El Organillo, interpone una denuncia ante el Tribunal Superior de Justicia de Madrid. En 2009, el TSJM da la razón a los vecinos, anulando la declaración "de interés general", pero la Comunidad de Madrid recurre la sentencia dejando en funcionamiento el campo de golf.
Lejos de resignarse un grupo de ciudadanos y ciudadanas, habían creado en 2007 la asociación Parque sí en Chamberí con personalidad jurídica propia. Apoyada por arquitectos, abogados y otros profesionales, la asociación defenderá su prometido parque.
Será en diciembre de 2012 cuando el Tribunal Superior anula, en sentencia firme y definitiva la declaración "de interés general" de las instalaciones para la iniciación y práctica del golf pero lejos de desmantelar las instalaciones, el entonces presidente de la Comunidad de Madrid, Ignacio González ,para legitimar las instalaciones crea un Plan Especial que de nuevo sería denunciado y anulado por el TSJM en julio de 2016.  
El documental contiene imágenes de todo el recorrido: desde las primeras movilizaciones a la puerta del parque, las reuniones de los miembros de la asociación, las fiestas para recaudar fondos, hasta la alegría por las pequeñas victorias y el desánimo que provocaban las derrotas. Todo narrado por sus protagonistas y por otras voces desde muchos ámbitos: abogados, arquitectos, ecologistas y medios de comunicación.
Finalmente, en febrero de 2018 las instalaciones del campo de golf fueron desmanteladas. pero no será hasta 2020 cuando por fin se consiga la licencia del Ayuntamiento para hacer el parque según las propuestas elaboradas por los propios vecinos. A día de hoy las obras están en marcha pero aún queda mucho por hacer.  
El Parque de Santander Centro de Ocio y Deporte Tercer Depósito del Canal de IsabeI ll  por fin se inaugurará el 23 de mayo de 2023, sin la presencia de la actual presidenta de la Comunidad de Madrid Isabel Díaz Ayuso.

## Equipo Técnico
- Dirección y Guion:  Miguel Ángel Sánchez.
- Dirección de fotografía y cámara: Juanjo Castro.
- Guion y documentación: Oscar de Julián.
- Montaje: Íñigo Aizcoitia y Pablo Vallhonrat.

## Participantes
- Protagonistas: Lola Vázquez, Mercedes Arce y Carmen Ochoa (Junta directiva de la Asociación Parque Sí en Chamberí) Francisco Osanz (presidente de la Asociación Vecinal El Organillo). Y otros muchos implicados y colaboradores. Además de Fernando Casado, Ilda Fava, Juan Manuel Villar y Pepe Nieto, a los que se hace una mención especial en la película porque están ya fallecidos.
- Otros colaboradores: Manuel Rico y Jesús Maraña, periodistas de InfoLibre, Ángeles Nieto de Ecologistas en Acción y el abogado Jaime Doreste Hernández